# UEFA Europa Conference League 2021-2022 (qualificazioni)
La fase di qualificazione della UEFA Europa Conference League 2021-2022 si è disputata tra il 6 luglio e il 12 agosto 2021. Hanno partecipato a questa prima fase della competizione 151 club: 32 di essi si sono qualificati al successivo turno di spareggi, composto da 44 squadre.

## Date
| Turno         | Sorteggio             | Andata               | Ritorno           |
| ------------- | --------------------- | -------------------- | ----------------- |
| Primo turno   | 15 giugno 2021 (Nyon) | 6-8 luglio 2021      | 13-15 luglio 2021 |
| Secondo turno | 16 giugno 2021 (Nyon) | 20-21-22 luglio 2021 | 27-29 luglio 2021 |
| Terzo turno   | 19 luglio 2021 (Nyon) | 3-5 agosto 2021      | 10-12 agosto 2021 |

## Squadre

### PercorsoCampioni
Il Percorso Campioni comprende tutte le squadre vincitrici dei rispettivi campionati di lega che vengono eliminate dalla fase di qualificazione della Champions League, così suddivise:
- Secondo turno di qualificazione (18 squadre): le 3 perdenti del turno preliminare UCL e le 15 perdenti del primo turno di qualificazione UCL.
- Terzo turno di qualificazione (10 squadre): 1 squadra perdente del primo turno di qualificazione UCL[1] e le 9 vincitrici del secondo turno di qualificazione UECL.

Le 5 squadre vincitrici del terzo turno di qualificazione avanzano agli spareggi.
| Legenda                                                        | Legenda                        | Legenda | Legenda |
| -------------------------------------------------------------- | ------------------------------ | ------- | ------- |
| I club vincitori del terzo turno avanzano al turno di spareggi |                                |         |         |
| I club sconfitti nel secondo turno e                           | nel terzo turno sono eliminati |         |         |

| Squadre         | Coeff |
| --------------- | ----- |
| Shamrock Rovers | 4.750 |

| Squadre           | Coeff |
| ----------------- | ----- |
| Škendija          | 9.000 |
| Dinamo Tbilisi    | 6.500 |
| Budućnost         | 6.000 |
| Riga FC           | 5.500 |
| Linfield          | 5.250 |
| Fola Esch         | 5.250 |
| Šachcër Salihorsk | 5.250 |
| Maccabi Haifa     | 4.875 |
| Connah's Q.N.     | 4.750 |
| Valur             | 4.250 |
| Bodø/Glimt        | 4.200 |
| Hibernians        | 3.750 |
| Teuta             | 2.750 |
| HB Tórshavn       | 2.250 |
| Prishtina         | 2.250 |
| Borac Banja Luka  | 1.600 |
| Inter Escaldes    | 1.500 |
| Folgore           | 1.000 |

### PercorsoPiazzate
Il Percorso Piazzate comprende tutte le squadre non-campioni che non si qualificano direttamente al turno di spareggi, così suddivise:
- Primo turno di qualificazione (66 squadre): 66 squadre qualificate a questo turno.
- Secondo turno di qualificazione (90 squadre): 57 squadre direttamente qualificate a questo turno e 33 vincitrici del primo turno di qualificazione UECL.
- Terzo turno di qualificazione (54 squadre): 9 squadre direttamente qualificate a questo turno e 45 vincitrici del secondo turno di qualificazione UECL.

Le 27 squadre vincitrici del terzo turno di qualificazione avanzano agli spareggi.
| Legenda                                                        | Legenda             | Legenda                        | Legenda |
| -------------------------------------------------------------- | ------------------- | ------------------------------ | ------- |
| I club vincitori del terzo turno avanzano al turno di spareggi |                     |                                |         |
| I club sconfitti nel primo turno,                              | nel secondo turno e | nel terzo turno sono eliminati |         |

| Squadre         | Coeff  |
| --------------- | ------ |
| Anderlecht      | 25.000 |
| LASK            | 21.000 |
| PAOK            | 20.000 |
| Paços Ferreira  | 9.709  |
| Vitesse         | 7.840  |
| Rubin           | 7.676  |
| Kolos Kovalivka | 6.620  |
| Trabzonspor     | 6.020  |
| Lucerna         | 5.500  |

| Squadre            | Coeff  |
| ------------------ | ------ |
| Basilea            | 49.000 |
| Copenaghen         | 43.500 |
| Viktoria Plzeň     | 33.500 |
| Gent               | 26.500 |
| Astana             | 22.500 |
| Feyenoord          | 21.000 |
| Qarabağ            | 21.000 |
| FCSB               | 21.000 |
| Maccabi Tel Aviv   | 20.500 |
| AEK Atene          | 19.500 |
| Partizan           | 18.000 |
| BATĖ Borisov       | 17.500 |
| Hapoel Be'er Sheva | 17.500 |
| Molde              | 17.000 |
| Rosenborg          | 14.000 |
| Rijeka             | 13.500 |
| Apollōn Limassol   | 13.500 |
| Austria Vienna     | 10.000 |
| Santa Clara        | 9.709  |
| CSKA Sofia         | 8.000  |
| Hajduk Spalato     | 8.000  |
| F91 Dudelange      | 8.000  |
| Soči               | 7.676  |
| Aberdeen           | 7.500  |
| Olimpia Lubiana    | 6.750  |
| Hibernian          | 6.675  |
| Vorskla            | 6.620  |
| Sivasspor          | 6.020  |
| Osijek             | 6.000  |

| Squadre             | Coeff |
| ------------------- | ----- |
| U Craiova           | 6.000 |
| Aarhus              | 5.575 |
| AEL Limassol        | 5.550 |
| Vaduz               | 5.500 |
| Vojvodina           | 5.350 |
| Čukarički           | 5.320 |
| Slovácko            | 5.350 |
| Servette            | 5.245 |
| Arīs Salonicco      | 5.200 |
| Dinamo Brėst        | 5.000 |
| DAC Dunajská Streda | 5.000 |
| Ashdod              | 4.875 |
| Vålerenga           | 4.200 |
| Hammarby            | 4.100 |
| Häcken              | 4.100 |
| Elfsborg            | 4.100 |
| Lokomotiv Plovdiv   | 4.075 |
| Arda Kărdžali       | 4.075 |
| Sepsi               | 3.640 |
| Keşlə               | 3.375 |
| Sumqayıt            | 3.375 |
| Tobyl               | 3.125 |
| Shahter Qaraǵandy   | 3.125 |
| Újpest              | 3.100 |
| Tarpeda-BelAZ       | 3.050 |
| Raków Częstochowa   | 3.025 |
| Pogoń Stettino      | 3.025 |
| Panevėžys           | 1.750 |

| Squadre           | Coeff  |
| ----------------- | ------ |
| Maribor           | 14.000 |
| Fehérvár          | 11.500 |
| Dundalk           | 10.500 |
| Sūduva            | 8.750  |
| The New Saints    | 7.500  |
| Spartak Trnava    | 7.500  |
| Sarajevo          | 6.250  |
| Domžale           | 5.500  |
| KÍ Klaksvík       | 5.250  |
| KuPS              | 5.000  |
| FH Hafnarfjörður  | 5.000  |
| Sutjeska          | 4.750  |
| FC Santa Coloma   | 4.500  |
| Partizani Tirana  | 4.250  |
| Laçi              | 4.000  |
| Europa FC         | 4.000  |
| Liepāja           | 4.000  |
| Levadia Tallinn   | 3.750  |
| Drita             | 3.500  |
| La Fiorita        | 3.250  |
| Stjarnan          | 3.250  |
| Puskás Akadémia   | 3.100  |
| Śląsk Breslavia   | 3.025  |
| Shkupi            | 3.000  |
| Petrocub Hîncești | 3.000  |
| NSÍ Runavík       | 3.000  |
| Coleraine         | 2.750  |
| Tre Penne         | 2.750  |
| Široki Brijeg     | 2.750  |
| Žilina            | 2.725  |
| Bala Town         | 2.500  |
| Gżira Utd         | 2.500  |
| Breiðablik        | 2.250  |

| Squadre          | Coeff |
| ---------------- | ----- |
| St Joseph's      | 2.250 |
| Milsami Orhei    | 2.250 |
| Urartu           | 2.250 |
| Kauno Žalgiris   | 2.000 |
| RFS Riga         | 2.000 |
| Inter Turku      | 2.000 |
| Sileks Kratovo   | 1.750 |
| RU Luxembourg    | 1.650 |
| Swift Hesperange | 1.650 |
| Velež Mostar     | 1.600 |
| Bohemians        | 1.575 |
| Sligo Rovers     | 1.575 |
| Struga           | 1.525 |
| Sfîntul Gheorghe | 1.500 |
| Birkirkara       | 1.500 |
| Noah             | 1.475 |
| Valmiera         | 1.475 |
| Ararat           | 1.475 |
| Vllaznia         | 1.450 |
| Glentoran        | 1.391 |
| Larne            | 1.391 |
| Dinamo Batumi    | 1.375 |
| Honka            | 1.375 |
| Dila Gori        | 1.375 |
| Gagra            | 1.375 |
| Mosta            | 1.275 |
| Sant Julià       | 1.250 |
| Llapi            | 1.166 |
| Mons Calpe       | 1.133 |
| Paide            | 1.000 |
| Dečić            | 1.000 |
| Podgorica        | 1.000 |
| Newtown          | 1.000 |

## Risultati

### Primo turno

#### Sorteggio
Il sorteggio per il primo turno di qualificazione si è svolto il 15 giugno 2021, ore 13:30 CEST.
| Gruppo 1                                     | Gruppo 1                                      | Gruppo 2                                               | Gruppo 2                                            | Gruppo 3                                          | Gruppo 3                                    |
| Teste di serie                               | Non teste di serie                            | Teste di serie                                         | Non teste di serie                                  | Teste di serie                                    | Non teste di serie                          |
| -------------------------------------------- | --------------------------------------------- | ------------------------------------------------------ | --------------------------------------------------- | ------------------------------------------------- | ------------------------------------------- |
| Levadia Tallinn Puskás Akadémia Drita Sūduva | Dečić Inter Turku St Joseph's Valmiera        | La Fiorita FC Santa Coloma Coleraine Domžale           | Velež Mostar Mons Calpe Birkirkara Swift Hesperange | Shkupi Tre Penne Partizani Tirana Maribor         | Sfîntul Gheorghe Dinamo Batumi Llapi Urartu |
| Gruppo 4                                     | Gruppo 4                                      | Gruppo 5                                               | Gruppo 5                                            | Gruppo 6                                          | Gruppo 6                                    |
| Teste di serie                               | Non teste di serie                            | Teste di serie                                         | Non teste di serie                                  | Teste di serie                                    | Non teste di serie                          |
| Laçi Sarajevo KuPS Žilina                    | Noah Milsami Orhei Podgorica Dila Gori        | FH Hafnarfjörður Śląsk Breslavia KÍ Klaksvík Bala Town | RFS Riga Paide Sligo Rovers Larne                   | Fehérvár Sutjeska Petrocub Hîncești Široki Brijeg | Sileks Kratovo Gagra Ararat Vllaznia        |
| Gruppo 7                                     | Gruppo 7                                      | Gruppo 8                                               | Gruppo 8                                            |                                                   |                                             |
| Teste di serie                               | Non teste di serie                            | Teste di serie                                         | Non teste di serie                                  |                                                   |                                             |
| Stjarnan The New Saints Gżira Utd Europa FC  | Sant Julià Glentoran Bohemians Kauno Žalgiris | NSÍ Runavík Liepāja Spartak Trnava Dundalk Breiðablik  | Honka Newtown Mosta RU Luxembourg Struga            |                                                   |                                             |

#### Risultati
| Squadra 1        | Totale          | Squadra 2         | Andata | Ritorno     |
| ---------------- | --------------- | ----------------- | ------ | ----------- |
| Levadia Tallinn  | 4 - 2           | St Joseph's       | 3 - 1  | 1 - 1       |
| Inter Turku      | 1 - 3           | Puskás Akadémia   | 1 - 1  | 0 - 2       |
| Drita            | 3 - 1           | Dečić             | 2 - 1  | 1 - 0       |
| Sūduva           | 2 - 1           | Valmiera          | 2 - 1  | 0 - 0       |
| Birkirkara       | 2 - 1           | La Fiorita        | 1 - 0  | 1 - 1       |
| Mons Calpe       | 1 - 5           | FC Santa Coloma   | 1 - 1  | 0 - 4       |
| Velež Mostar     | 4 - 2           | Coleraine         | 2 - 1  | 2 - 1       |
| Domžale          | 2 - 1           | Swift Hesperange  | 1 - 0  | 1 - 1       |
| Shkupi           | 3 - 1           | Llapi             | 2 - 0  | 1 - 1       |
| Tre Penne        | 0 - 7           | Dinamo Batumi     | 0 - 4  | 0 - 3       |
| Partizani Tirana | 8 - 4           | Sfîntul Gheorghe  | 5 - 2  | 3 - 2       |
| Maribor          | 2 - 0           | Urartu            | 1 - 0  | 1 - 0       |
| Podgorica        | 1 - 3           | Laçi              | 1 - 0  | 0 - 3 (dts) |
| Milsami Orhei    | 1 - 0           | Sarajevo          | 0 - 0  | 1 - 0       |
| Noah             | 1 - 5           | KuPS              | 1 - 0  | 0 - 5       |
| Žilina           | 6 - 3           | Dila Gori         | 5 - 1  | 1 - 2       |
| FH Hafnarfjörður | 3 - 1           | Sligo Rovers      | 1 - 0  | 2 - 1       |
| Paide            | 1 - 4           | Śląsk Breslavia   | 1 - 2  | 0 - 2       |
| RFS Riga         | 6 - 5           | KÍ Klaksvík       | 2 - 3  | 4 - 2 (dts) |
| Bala Town        | 0 - 2           | Larne             | 0 - 1  | 0 - 1       |
| Fehérvár         | 1 - 3           | Ararat            | 1 - 1  | 0 - 2       |
| Sutjeska         | 2 - 1           | Gagra             | 1 - 0  | 1 - 1       |
| Sileks Kratovo   | 1 - 2           | Petrocub Hîncești | 1 - 1  | 0 - 1       |
| Široki Brijeg    | 3 - 4           | Vllaznia          | 3 - 1  | 0 - 3       |
| Stjarnan         | 1 - 4           | Bohemians         | 1 - 1  | 0 - 3       |
| Glentoran        | 1 - 3           | The New Saints    | 1 - 1  | 0 - 2       |
| Sant Julià       | 1 - 1 (3-5 dtr) | Gżira Utd         | 0 - 0  | 1 - 1 (dts) |
| Europa FC        | 0 - 2           | Kauno Žalgiris    | 0 - 0  | 0 - 2       |
| Dundalk          | 5 - 0           | Newtown           | 4 - 0  | 1 - 0       |
| Mosta            | 3 - 4           | Spartak Trnava    | 3 - 2  | 0 - 2       |
| Liepāja          | 5 - 2           | Struga            | 1 - 1  | 4 - 1       |
| RU Luxembourg    | 2 - 5           | Breiðablik        | 2 - 3  | 0 - 2       |
| Honka            | 3 - 1           | NSÍ Runavík       | 0 - 0  | 3 - 1       |

Note
1. 1 2 3 4 5 6 7 8  Inversione di campo rispetto all'esito del sorteggio.

##### Andata
| Arbitro: | Kristoffer Hagenes |

|                                      |           |                                   |
| Evo 23’ Failla 27’ (rig.) Nsumoh 35’ | Marcatori | 45+2’ (rig.) Twardzik 79’ Mikovič |

| Arbitro: | Ondřej Berka |

|               |           |             |
| Hernández 81’ | Marcatori | 39’ Bellart |

| Arbitro: | Bram Van Driessche |

|                       |           |  |
| J. Vujović 57’ (rig.) | Marcatori |  |

| Arbitro: | Viktor Shimusik |

|          |           |             |
| Dodô 31’ | Marcatori | 90+3’ Iseni |

| Arbitro: | Robert Ian Jenkins |

|             |           |               |
| Dodevski 5’ | Marcatori | 45+4’ Plătică |

| Arbitro: | Igor Stojchevski |

|                      |           |  |
| Popovitch 77’ (aut.) | Marcatori |  |

| Arbitro: | Tore Hansen |

|             |           |           |
| Källman 59’ | Marcatori | 76’ Plšek |

| Helsinki 8 luglio 2021, ore 18:00 CEST ritorno → | Honka                  | 0 – 0 referto | NSÍ Runavík | Bolt Arena (502 spett.)\| Arbitro: \| Vitālijs Spasjoņņikovs \| |
| Arbitro:                                         | Vitālijs Spasjoņņikovs |               |             |                                                                 |

| Andorra la Vella 8 luglio 2021, ore 18:00 CEST ritorno → | Sant Julià     | 0 – 0 referto | Gżira Utd | Stadio Nazionale (90 spett.)\| Arbitro: \| Haris Kaljanac \| |
| Arbitro:                                                 | Haris Kaljanac |               |           |                                                              |

| Arbitro: | Nikola Popov |

|                          |           |                                         |
| Lipušček 50’ Zjuzins 79’ | Marcatori | 21’ Sumareh 33’ Klettskarð 70’ Vatnsdal |

| Arbitro: | Jasmin Sabotic |

|                                                |           |                    |
| Gorobsov 27’ (rig.) Gargalatzidis 90+6’ (rig.) | Marcatori | 35’ (rig.) Krollis |

| Arbitro: | Snir Levy |

|                                                  |           |           |
| Beglarishvili 2’ Agyiri 9’ Putinčanin 72’ (rig.) | Marcatori | 74’ Pecci |

| Arbitro: | Luca Barbeno |

|                                                    |           |  |
| Duffy 33’ McMillan 39’ Patching 62’ Jeongwoo 90+4’ | Marcatori |  |

| Arbitro: | Philip Farrugia |

|                                                         |           |              |
| Anang 6’ Ďuriš 25’, 64’ Bičaxčyan 56’ (rig.) Jibril 82’ | Marcatori | 84’ Nemsadze |

| Arbitro: | Henrik Nalbandyan |

|                  |           |                                            |
| Mabella 15’, 34’ | Marcatori | 37’ Eyjólfsson 66’ Mikkelsen 88’ Muminović |

| Orhei 8 luglio 2021, ore 19:00 CEST ritorno → | Milsami Orhei      | 0 – 0 referto | Sarajevo | Complexul Sportiv Raional Orhei (1 100 spett.)\| Arbitro: \| Yasar Kemal Ugurlu \| |
| Arbitro:                                      | Yasar Kemal Ugurlu |               |          |                                                                                    |

| Arbitro: | Loukas Sotiriou |

|              |           |           |
| McDonagh 82’ | Marcatori | 13’ Smith |

| Gibilterra 8 luglio 2021, ore 20:00 CEST ritorno → | Europa FC    | 0 – 0 referto | Kauno Žalgiris | Victoria Stadium (365 spett.)\| Arbitro: \| Andrew Davey \| |
| Arbitro:                                           | Andrew Davey |               |                |                                                             |

| Arbitro: | Ion Orlic |

|             |           |               |
| Heister 84’ | Marcatori | 90+3’ Pobulić |

| Arbitro: | Mohammed Al-Emara |

|  |           |           |
|  | Marcatori | 2’ McDaid |

| Arbitro: | Ashot Ghaltakhchyan |

|                  |           |                        |
| Golla 77’ (aut.) | Marcatori | 67’ Piasecki 89’ Tamás |

| Arbitro: | Ishmael Barbara |

|            |           |  |
| Lennon 85’ | Marcatori |  |

| Arbitro: | Lukas Fähndrich |

|                                         |           |                                    |
| Lucas 17’, 85’ Júnior 26’, 61’ Cara 78’ | Marcatori | 44’ (rig.) Volkaŭ 80’ Solodovnicov |

| Arbitro: | Allard Lindhout |

|                               |           |  |
| Markoski 36’ Rwatubyaye 90+4’ | Marcatori |  |

| Arbitro: | Christian-Petru Ciochirca |

|           |           |  |
| Žinič 58’ | Marcatori |  |

| Arbitro: | Nikolas Neokleous |

|            |           |  |
| Yankam 14’ | Marcatori |  |

| Arbitro: | Vitor Ferreira |

|                            |           |          |
| Ajzeraj 11’ Simonovski 78’ | Marcatori | 3’ Camaj |

| Arbitro: | Emmanouil Skoulas |

|             |           |  |
| Vuković 17’ | Marcatori |  |

| Arbitro: | Abdulkadir Bitigen |

|                                 |           |            |
| De Souza 37’ (rig.), 66’ (rig.) | Marcatori | 9’ Doherty |

| Arbitro: | Nathan Verboomen |

|            |           |  |
| Žugelj 56’ | Marcatori |  |

| Arbitro: | Robertas Valikonis |

|  |           |                                                       |
|  | Marcatori | 8’ Pantsulaia 10’ Mamuchashvili 18’ Jigauri 58’ Zaria |

| Arbitro: | Aleksei Matyunin |

|                                         |           |            |
| Stanić 43’ (rig.), 53’ (rig.) Lukić 77’ | Marcatori | 90+2’ Çoba |

| Arbitro: | Sandi Putros |

|             |           |             |
| Atlason 25’ | Marcatori | 63’ Tierney |

##### Ritorno
| Arbitro: | Andrei Chivulete |

|  |           |           |
|  | Marcatori | 52’ Duffy |

| Arbitro: | Igor Pajač |

|                       |           |  |
| Pobulić 33’ Silue 85’ | Marcatori |  |

| Arbitro: | Artyom Kuchin |

|              |           |                                     |
| Skenderi 57’ | Marcatori | 45’ Ukpa 47’, 49’ Dodô 62’ Kārkliņš |

| Arbitro: | Irakli Kvirikashvili |

|                         |           |  |
| Naah 40’ Pilibaitis 54’ | Marcatori |  |

| Arbitro: | Ferenc Karakó |

|                |           |            |
| Makatsaria 86’ | Marcatori | 51’ Janjić |

| Arbitro: | Novak Simović |

|                                                                 |           |  |
| Nissilä 13’ Monroy 24’ (aut.) Udoh 36’ Uzochukwu 39’ Rangel 89’ | Marcatori |  |

| Arbitro: | Christopher Jaeger |

|  |           |           |
|  | Marcatori | 85’ Šturm |

| Riga 15 luglio 2021, ore 18:00 CEST ← andata | Valmiera     | 0 – 0 (tot.: 1-2) referto | Sūduva | Daugavas Stadions (451 spett.)\| Arbitro: \| Marian Barbu \| |
| Arbitro:                                     | Marian Barbu |                           |        |                                                              |

| Arbitro: | Veaceslav Banari |

|                                          |           |  |
| Sanogo 16’ Manjgaladze 47’ Flamarion 50’ | Marcatori |  |

| Arbitro: | Mileta Šćepanović |

|                                                    |           |  |
| Lopez 3’ Puerto 11’ Cistero 16’ (rig.) Ramos 90+2’ | Marcatori |  |

| Arbitro: | Hugo Miguel |

|          |           |                   |
| Peña 19’ | Marcatori | 65’ Beglarishvili |

| Arbitro: | Thomas Gary Owen |

|             |           |                             |
| Nielsen 70’ | Marcatori | 8’, 60’ Dongou 64’ Kaufmann |

| Arbitro: | Elchin Masiyev |

|               |           |  |
| Plătică 90+5’ | Marcatori |  |

| Arbitro: | Luis Teixeira |

|                  |           |                        |
| Kenny 84’ (rig.) | Marcatori | 44’, 49’ (rig.) Lennon |

| Arbitro: | Milos Milanovic |

|                          |           |                        |
| Camara 58’ Wanderson 70’ | Marcatori | 45+4’ (rig.) Bičaxčyan |

| Arbitro: | Vassilis Fotias |

|                                   |           |                                 |
| Volkaŭ 4’ (rig.) Solodovnicov 22’ | Marcatori | 15’ Cara 42’, 55’ Stênio Júnior |

| Arbitro: | Ivar Orri Kristjansson |

|                              |           |  |
| Mcmanus 26’ (rig.) Smith 27’ | Marcatori |  |

| Arbitro: | Vitālijs Spasjoņņikovs |

|                                          |                      |                             |
| Bohrer Mentz 52’                         | Marcatori            | 23’ Gomis                   |
| Samurai Mendoza Pisani Bohrer Mentz Borg | Tiri di rigore 5 – 3 | Nimani Gomis Bacari Echaide |

| Arbitro: | Keith Kennedy |

|                          |           |                                                        |
| Faerø 16’ Pavlović 45+2’ | Marcatori | 10’ Jagodinskis 25’ Lemajić 27’ Deocleciano 108’ Šarić |

| Arbitro: | Yaroslav Kozyk |

|                                         |           |  |
| Ard. Deliu 60’ Lushkja 93’ Prengaj 113’ | Marcatori |  |

| Arbitro: | Walter Altmann |

|            |           |         |
| Fazliu 84’ | Marcatori | 78’ Ali |

| Arbitro: | Georgi Davidov |

|          |           |          |
| Sene 31’ | Marcatori | 60’ Käit |

| Arbitro: | Athanasios Tzilos |

|                               |           |  |
| Annan 4’ (aut.) Van Nieff 87’ | Marcatori |  |

| Arbitro: | Dario Bel |

|          |           |  |
| Hale 84’ | Marcatori |  |

| Arbitro: | Nejc Kajtazovič |

|                        |           |  |
| Twardzik 16’ Yusuf 34’ | Marcatori |  |

| Arbitro: | Jason Barcelo |

|                         |           |  |
| Kelly 34’, 54’ Burt 75’ | Marcatori |  |

| Arbitro: | Eldorjan Hamiti |

|                   |           |                |
| Yankam 56’ (aut.) | Marcatori | 53’ Montebello |

| Arbitro: | Fedayi San |

|  |           |            |
|  | Marcatori | 84’ Cuculi |

| Arbitro: | Vitaliy Romanov |

|                                   |           |  |
| Svanthorsson 50’ Vilhjálmsson 74’ | Marcatori |  |

| Arbitro: | Kaspar Sjöberg |

|                             |           |  |
| Đurđević 46’, 78’ Imami 62’ | Marcatori |  |

| Arbitro: | Luka Bilbija |

|                              |           |  |
| Janasik 41’ García Marín 66’ | Marcatori |  |

| Arbitro: | Paul Mclaughlin |

|  |           |             |
|  | Marcatori | 19’ Gînsari |

| Arbitro: | Balázs Berke |

|             |           |                          |
| Shevlin 33’ | Marcatori | 54’ De Souza 71’ Anđušić |

### Secondo turno

#### Sorteggio
Il sorteggio per il secondo turno di qualificazione si è svolto il 16 giugno 2021, ore 13:30 CEST.
Al secondo turno di qualificazione giocheranno un totale di 108 squadre. Saranno divisi in due percorsi:
- Campioni (18 squadre): Le squadre, la cui identità non era nota al momento del sorteggio, sono state divise in questo modo:
  - Teste di serie: 15 delle 16 perdenti del primo turno di qualificazione della Champions League.
  - Non teste di serie: Le 3 perdenti del turno preliminare della Champions League.
- Piazzate (90 squadre): 57 squadre che entrano in questo turno, e 33 vincitrici del primo turno di qualificazione.

Prima del sorteggio, la UEFA ha formato tre gironi del Percorso Campioni di sei squadre (cinque teste di serie e una non teste di serie) e nove gironi del Percorso piazzate di dieci squadre (cinque teste di serie e cinque non teste di serie), secondo i principi stabiliti dal Comitato Competizioni per Club. I numeri sono stati pre-assegnati per ogni squadra nel Percorso Principale dalla UEFA. La prima squadra estratta è la squadra che giocherà in casa la gara di andata.
| Gruppo 1                                            | Gruppo 1           | Gruppo 2                                                        | Gruppo 2           | Gruppo 3                                            | Gruppo 3           |
| Teste di serie                                      | Non teste di serie | Teste di serie                                                  | Non teste di serie | Teste di serie                                      | Non teste di serie |
| --------------------------------------------------- | ------------------ | --------------------------------------------------------------- | ------------------ | --------------------------------------------------- | ------------------ |
| Riga FC Teuta Škendija Dinamo Tbilisi Maccabi Haifa | Inter Escaldes     | Šachcër Salihorsk Borac Banja Luka Linfield Budućnost Fola Esch | HB Tórshavn        | Valur Bodø/Glimt Prishtina Connah's Q.N. Hibernians | Folgore            |

| Gruppo 1                                                   | Gruppo 1                                                    | Gruppo 2                                            | Gruppo 2                                                 | Gruppo 3                                               | Gruppo 3                                                                   |
| Teste di serie                                             | Non teste di serie                                          | Teste di serie                                      | Non teste di serie                                       | Teste di serie                                         | Non teste di serie                                                         |
| ---------------------------------------------------------- | ----------------------------------------------------------- | --------------------------------------------------- | -------------------------------------------------------- | ------------------------------------------------------ | -------------------------------------------------------------------------- |
| FCSB Hapoel Be'er Sheva Apollōn Limassol Vorskla Čukarički | KuPS Arda Kărdžali Sumqayıt Shahter Qaraǵandy Žilina        | Astana Maccabi Tel Aviv Soči Sivasspor AEL Limassol | Arīs Salonicco Sutjeska Keşlə Petrocub Hîncești Vllaznia | Partizan BATĖ Borisov Dundalk Milsami Orhei RFS Riga   | DAC Dunajská Streda Elfsborg Levadia Tallinn Puskás Akadémia Dinamo Batumi |
| Gruppo 4                                                   | Gruppo 4                                                    | Gruppo 5                                            | Gruppo 5                                                 | Gruppo 6                                               | Gruppo 6                                                                   |
| Teste di serie                                             | Non teste di serie                                          | Teste di serie                                      | Non teste di serie                                       | Teste di serie                                         | Non teste di serie                                                         |
| Viktoria Plzeň Rijeka CSKA Sofia The New Saints Domžale    | Dinamo Brėst Kauno Žalgiris Liepāja Honka Gżira Utd         | Gent Santa Clara F91 Dudelange Hibernian Aarhus     | FC Santa Coloma Vålerenga Bohemians Shkupi Larne         | Qarabağ AEK Atene Ararat U Craiova Slovácko            | Ashdod Lokomotiv Plovdiv Laçi Śląsk Breslavia Velež Mostar                 |
| Gruppo 7                                                   | Gruppo 7                                                    | Gruppo 8                                            | Gruppo 8                                                 | Gruppo 9                                               | Gruppo 9                                                                   |
| Teste di serie                                             | Non teste di serie                                          | Teste di serie                                      | Non teste di serie                                       | Teste di serie                                         | Non teste di serie                                                         |
| Basilea Feyenoord Austria Vienna Olimpia Lubiana Osijek    | Partizani Tirana Drita Birkirkara Pogoń Stettino Breiðablik | Molde Maribor Sūduva Spartak Trnava Vaduz           | Servette Hammarby Sepsi Újpest Raków Częstochowa         | Copenaghen Rosenborg Hajduk Spalato Aberdeen Vojvodina | FH Hafnarfjörður Häcken Tobyl Tarpeda-BelAZ Panevėžys                      |

#### Risultati
| Squadra 1         | Totale          | Squadra 2           | Andata   | Ritorno     |
| Campioni          | Campioni        | Campioni            | Campioni | Campioni    |
| ----------------- | --------------- | ------------------- | -------- | ----------- |
| Teuta             | 3 - 2           | Inter Escaldes      | 0 - 2    | 3 - 0 (dts) |
| Riga FC           | 3 - 0           | Škendija            | 2 - 0    | 1 - 0       |
| Dinamo Tbilisi    | 2 - 7           | Maccabi Haifa       | 1 - 2    | 1 - 5       |
| HB Tórshavn       | 6 - 0           | Budućnost           | 4 - 0    | 2 - 0       |
| Linfield          | 4 - 0           | Borac Banja Luka    | 4 - 0    | 0 - 0       |
| Šachcër Salihorsk | 1 - 3           | Fola Esch           | 1 - 2    | 0 - 1       |
| Folgore           | 3 - 7           | Hibernians          | 1 - 3    | 2 - 4       |
| Prishtina         | 6 - 5           | Connah's Q.N.       | 4 - 1    | 2 - 4       |
| Valur             | 0 - 6           | Bodø/Glimt          | 0 - 3    | 0 - 3       |
| Piazzate          |                 |                     |          |             |
| KuPS              | 5 - 4           | Vorskla             | 2 - 2    | 3 - 2 (dts) |
| FCSB              | 2 - 2 (3-5 dtr) | Shahter Qaraǵandy   | 1 - 0    | 1 - 2 (dts) |
| Arda Kărdžali     | 0 - 6           | Hapoel Be'er Sheva  | 0 - 2    | 0 - 4       |
| Apollōn Limassol  | 3 - 5           | Žilina              | 1 - 3    | 2 - 2       |
| Čukarički         | 2 - 0           | Sumqayıt            | 0 - 0    | 2 - 0       |
| Sutjeska          | 1 - 3           | Maccabi Tel Aviv    | 0 - 0    | 1 - 3       |
| Astana            | 3 - 2           | Arīs Salonicco      | 2 - 0    | 1 - 2 (dts) |
| Petrocub Hîncești | 0 - 2           | Sivasspor           | 0 - 1    | 0 - 1       |
| AEL Limassol      | 2 - 0           | Vllaznia            | 1 - 0    | 1 - 0       |
| Soči              | 7 - 2           | Keşlə               | 3 - 0    | 4 - 2       |
| Elfsborg          | 9 - 0           | Milsami Orhei       | 4 - 0    | 5 - 0       |
| RFS Riga          | 5 - 0           | Puskás Akadémia     | 3 - 0    | 2 - 0       |
| Dinamo Batumi     | 4 - 2           | BATĖ Borisov        | 0 - 1    | 4 - 1       |
| Partizan          | 3 - 0           | DAC Dunajská Streda | 1 - 0    | 2 - 0       |
| Dundalk           | 4 - 3           | Levadia Tallinn     | 2 - 2    | 2 - 1       |
| Gżira Utd         | 0 - 3           | Rijeka              | 0 - 2    | 0 - 1       |
| Viktoria Plzeň    | 4 - 2           | Dinamo Brėst        | 2 - 1    | 2 - 1       |
| Kauno Žalgiris    | 1 - 10          | The New Saints      | 0 - 5    | 1 - 5       |
| Domžale           | 2 - 1           | Honka               | 1 - 1    | 1 - 0       |
| CSKA Sofia        | 0 - 0 (3-1 dtr) | Liepāja             | 0 - 0    | 0 - 0 (dts) |
| Shkupi            | 0 - 5           | Santa Clara         | 0 - 3    | 0 - 2       |
| Hibernian         | 5 - 1           | FC Santa Coloma     | 3 - 0    | 2 - 1       |
| Larne             | 3 - 2           | Aarhus              | 2 - 1    | 1 - 1       |
| Gent              | 4 - 2           | Vålerenga           | 4 - 0    | 0 - 2       |
| F91 Dudelange     | 0 - 4           | Bohemians           | 0 - 1    | 0 - 3       |
| Velež Mostar      | 2 - 2 (3-2 dtr) | AEK Atene           | 2 - 1    | 0 - 1 (dts) |
| Qarabağ           | 1 - 0           | Ashdod              | 0 - 0    | 1 - 0       |
| Lokomotiv Plovdiv | 1 - 1 (3-2 dtr) | Slovácko            | 1 - 0    | 0 - 1 (dts) |
| Ararat            | 5 - 7           | Śląsk Breslavia     | 2 - 4    | 3 - 3       |
| Laçi              | 1 - 0           | U Craiova           | 1 - 0    | 0 - 0       |
| Drita             | 2 - 3           | Feyenoord           | 0 - 0    | 2 - 3       |
| Basilea           | 5 - 0           | Partizani Tirana    | 3 - 0    | 2 - 0       |
| Pogoń Stettino    | 0 - 1           | Osijek              | 0 - 0    | 0 - 1       |
| Austria Vienna    | 2 - 3           | Breiðablik          | 1 - 1    | 1 - 2       |
| Olimpia Lubiana   | 1 - 1 (5-4 dtr) | Birkirkara          | 1 - 0    | 0 - 1 (dts) |
| Hammarby          | 4 - 1           | Maribor             | 3 - 1    | 1 - 0       |
| Molde             | 3 - 2           | Servette            | 3 - 0    | 0 - 2       |
| Újpest            | 5 - 2           | Vaduz               | 2 - 1    | 3 - 1       |
| Sūduva            | 0 - 0 (3-4 dtr) | Raków Częstochowa   | 0 - 0    | 0 - 0 (dts) |
| Spartak Trnava    | 1 - 1 (4-3 dtr) | Sepsi               | 0 - 0    | 1 - 1 (dts) |
| FH Hafnarfjörður  | 1 - 6           | Rosenborg           | 0 - 2    | 1 - 4       |
| Copenaghen        | 9 - 1           | Tarpeda-BelAZ       | 4 - 1    | 5 - 0       |
| Panevėžys         | 0 - 2           | Vojvodina           | 0 - 1    | 0 - 1       |
| Hajduk Spalato    | 3 - 4           | Tobyl               | 2 - 0    | 1 - 4 (dts) |
| Aberdeen          | 5 - 3           | Häcken              | 5 - 1    | 0 - 2       |

Note
1. 1 2  Inversione di campo rispetto all'esito del sorteggio.

##### Andata

###### Campioni
| Arbitro: | Eldorjan Hamiti |

|                                           |           |           |
| Bekteshi 41’ John 53’, 90+4’ Krasniqi 79’ | Marcatori | 75’ Moore |

| Arbitro: | Timotheos Christofi |

|           |           |                               |
| Fedeli 5’ | Marcatori | 13’ Degabriele 26’, 83’ Grech |

| Arbitro: | Lukas Fähndrich |

|            |           |                     |
| Papava 89’ | Marcatori | 8’ Atzili 66’ David |

| Arbitro: | Ondrej Pechanec |

|                             |           |  |
| Wesley Natã 13’ Vakulko 52’ | Marcatori |  |

| Arbitro: | Rauf Jabarov |

|  |           |                            |
|  | Marcatori | 37’, 56’ Soldevila Solduga |

| Arbitro: | David Munro |

|                                                         |           |  |
| Przybylski 45’, 47’ P. Petersen 58’ Johansen 66’ (rig.) | Marcatori |  |

| Arbitro: | Kaarlo Oskari Hämäläinen |

|                                                      |           |  |
| Newberry 2’ Manzinga 25’ Mulgrew 75’ Callacher 90+2’ | Marcatori |  |

| Arbitro: | Vitor Ferreira |

|  |           |                                  |
|  | Marcatori | 40’ Saltnes 51’ (rig.), 54’ Berg |

| Arbitro: | Lazar Lukić |

|              |           |                           |
| Stasevič 67’ | Marcatori | 19’ Omosanya 44’ Mustafić |

###### Piazzate
| Arbitro: | Kristoffer Karlsson |

|               |           |            |
| Jakupovic 69’ | Marcatori | 76’ Dongou |

| Arbitro: | Adrien Jaccottet |

|  |           |                                                   |
|  | Marcatori | 8’ Smith 35’, 38’ Davies 40’ Mcmanus 87’ Williams |

| Belgrado 21 luglio 2021, ore 20:00 CEST ritorno → | Čukarički    | 0 – 0 referto | Sumqayıt | Stadio Čukarički (1 200 spett.)\| Arbitro: \| Urs Schnyder \| |
| Arbitro:                                          | Urs Schnyder |               |          |                                                               |

| Arbitro: | Nikola Popov |

|                             |           |                                        |
| Bravo 49’ Raz. Hakobyan 84’ | Marcatori | 20’ Golla 50’ Piasecki 70’, 90+1’ Pich |

| Arbitro: | Bastian Dankert |

|                  |           |  |
| Tomasov 25’, 71’ | Marcatori |  |

| Arbitro: | Alain Durieux |

|  |           |           |
|  | Marcatori | 70’ Čović |

| Arbitro: | Duje Strukan |

|                                                |           |  |
| Brynhildsen 7’ Omoijuanfo 32’ Wolff Eikrem 59’ | Marcatori |  |

| Arbitro: | David Fuxman |

|           |           |  |
| Nukić 78’ | Marcatori |  |

| Arbitro: | Kári Á Høvdanum |

|              |           |                 |
| Djuricin 32’ | Marcatori | 47’ Sigurdarson |

| Baku 22 luglio 2021, ore 18:00 CEST ritorno → | Qarabağ      | 0 – 0 referto | Ashdod | Stadio Tofiq Bəhramov (8 231 spett.)\| Arbitro: \| Serhij Bojko \| |
| Arbitro:                                      | Serhij Bojko |               |        |                                                                    |

| Arbitro: | Goga Kikacheishvili |

|                                           |           |  |
| Lemajić 8’, 25’ (rig.) Friesenbichler 18’ | Marcatori |  |

| Arbitro: | Enea Jorgji |

|                                          |           |  |
| Rodrigão 10’ Noboa 67’ (rig.) Barsov 81’ | Marcatori |  |

| Arbitro: | Dzmitry Dzmitryieu |

|                     |           |                           |
| Udoh 6’ Tomas 90+6’ | Marcatori | 29’ Kane 55’ (rig.) Thill |

| Arbitro: | Nejc Kajtazovic |

|  |           |             |
|  | Marcatori | 11’ Tierney |

| Arbitro: | Nicholas Walsh |

|                              |           |            |
| Selmani 55’, 64’, 87’ (rig.) | Marcatori | 60’ Žugelj |

| Arbitro: | Aleksei Matyunin |

|                                            |           |  |
| Väisänen 2’ Okkels 25’ Frick 43’ Holst 82’ | Marcatori |  |

| Arbitro: | Dumitri Muntean |

|                                           |           |           |
| Falk 43’ Wilczek 47’, 62’ Wind 65’ (rig.) | Marcatori | 90+2’ Oya |

| Arbitro: | Mads-Kristoffer Kristoffersen |

|                |           |  |
| Šćepović 45+2’ | Marcatori |  |

| Marijampolė 22 luglio 2021, ore 19:00 CEST ritorno → | Sūduva               | 0 – 0 referto | Raków Częstochowa | Marijampolės futbolo arena (1 200 spett.)\| Arbitro: \| Giannīs Papadopoulos \| |
| Arbitro:                                             | Giannīs Papadopoulos |               |                   |                                                                                 |

| Arbitro: | Rohit Saggi |

|              |           |  |
| Zarubica 36’ | Marcatori |  |

| Arbitro: | Karim Abed |

|             |           |  |
| Vitanov 89’ | Marcatori |  |

| Sofia 22 luglio 2021, ore 19:00 CEST ritorno → | CSKA Sofia   | 0 – 0 referto | Liepāja | Stadio dell'Esercito bulgaro (2 600 spett.)\| Arbitro: \| Peter Bankes \| |
| Arbitro:                                       | Peter Bankes |               |         |                                                                           |

| Arbitro: | Jonathan Lardot |

|                   |           |              |
| Šulc 22’ Kaša 33’ | Marcatori | 79’ Shestyuk |

| Arbitro: | Neil Doyle |

|  |           |                      |
|  | Marcatori | 57’ Bušnja 77’ Ampem |

| Arbitro: | Artyom Kuchin |

|  |           |                |
|  | Marcatori | 83’ Njachajčyk |

| Arbitro: | Jérémie Pignard |

|  |           |               |
|  | Marcatori | 16’ Osmanpaşa |

| Trnava 22 luglio 2021, ore 19:00 CEST ritorno → | Spartak Trnava  | 0 – 0 referto | Sepsi | Stadio Anton Malatinský (1 000 spett.)\| Arbitro: \| Ivaylo Stoyanov \| |
| Arbitro:                                        | Ivaylo Stoyanov |               |       |                                                                         |

| Arbitro: | Barbeno Luca |

|           |           |                                   |
| Jradi 25’ | Marcatori | 5’ Ďuriš 45+1’, 52’ (rig.) Bernát |

| Arbitro: | Kai Erik Steen |

|  |           |                                                   |
|  | Marcatori | 30’ (aut.) Rwatubyaye 49’ Carlos 90+3’ João Costa |

| Arbitro: | Visar Kastrati |

|  |           |                           |
|  | Marcatori | 52’ Bareiro 78’ Dor Mikha |

| Arbitro: | Dennis Higler |

|                             |           |  |
| Stocker 43’, 80’ Cabral 52’ | Marcatori |  |

| Arbitro: | Nathan Verboomen |

|                        |           |                |
| Pršeš 14’ Zajmović 53’ | Marcatori | 12’ Ansarifard |

| Arbitro: | Mario Zebec |

|                                                      |           |  |
| Bruno 11’ Tissoudali 39’ Odjidja-Ofoe 56’ Malede 88’ | Marcatori |  |

| Arbitro: | Gal Leibovitz |

|                      |           |                |
| McDaid 3’ Jarvis 30’ | Marcatori | 86’ Ammitzbøll |

| Podgorica 22 luglio 2021, ore 20:30 CEST ritorno → | Sutjeska           | 0 – 0 referto | Maccabi Tel Aviv | DG Arena (440 spett.)\| Arbitro: \| Christopher Jaeger \| |
| Arbitro:                                           | Christopher Jaeger |               |                  |                                                           |

| Arbitro: | Vasilis Dimitriou |

|            |           |  |
| Cordea 38’ | Marcatori |  |

| Arbitro: | José Luis Munuera |

|                                                                   |           |                |
| Considine 28’ Ferguson 44’ (rig.), 53’ Ramirez 84’ McLennan 90+3’ | Marcatori | 59’ Jeremejeff |

| Arbitro: | Vilhjálmur Alvar Þórarinsson |

|                                  |           |  |
| Boyle 14’ (rig.), 47’ Nisbet 81’ | Marcatori |  |

| Arbitro: | Christian Dingert |

|                   |           |  |
| Ljubičić 21’ (53) | Marcatori |  |

| Arbitro: | Filip Glova |

|  |           |                         |
|  | Marcatori | 61’ Holse 71’ Islamović |

| Arbitro: | Denys Shurman |

|                      |           |           |
| Stieber 7’ Tallo 64’ | Marcatori | 81’ Çiçek |

| Stettino 22 luglio 2021, ore 21:00 CEST ritorno → | Pogoń Stettino | 0 – 0 referto | Osijek | Stadio municipale (6 615 spett.)\| Arbitro: \| Horatiu Fesnic \| |
| Arbitro:                                          | Horatiu Fesnic |               |        |                                                                  |

| Pristina 22 luglio 2021, ore 21:00 CEST ritorno → | Drita         | 0 – 0 referto | Feyenoord | Stadio Fadil Vokrri (2 400 spett.)\| Arbitro: \| Antti Munukka \| |
| Arbitro:                                          | Antti Munukka |               |           |                                                                   |

| Arbitro: | Miroslav Zelinka |

|                          |           |                 |
| Patching 3’ McMillan 27’ | Marcatori | 2’, 19’ Vaštšuk |

| Arbitro: | Jens Maae |

|              |           |  |
| Marković 19’ | Marcatori |  |

##### Ritorno

###### Campioni
| Arbitro: | Viktor Kopijevs'kyj |

|  |           |                                      |
|  | Marcatori | 25’, 80’ Plaku 105+1’ (rig.) Kallaku |

| Arbitro: | Andrew Davey |

|  |           |                              |
|  | Marcatori | 39’ Mohr 73’ (rig.) Johansen |

| Arbitro: | Arda Kardeşler |

|                                              |           |                         |
| Degabriele 9’, 66’ Domoraud 47’ J. Grech 77’ | Marcatori | 28’ Fedeli 45+1’ Jassey |

| Arbitro: | Paolo Valeri |

|                                               |           |  |
| Saltnes 26’ Moe 61’ Kristoffersen Hagen 90+3’ | Marcatori |  |

| Arbitro: | Amine Kourgheli |

|                                                              |           |          |
| Levi 17’ Sporkslede 37’ (aut.) Atzili 75’ Ashkenazi 81’, 85’ | Marcatori | 24’ Osei |

| Arbitro: | Jaroslav Kozyk |

|                    |           |  |
| Gilson Delgado 52’ | Marcatori |  |

| Arbitro: | Fabio Maresca |

|  |           |             |
|  | Marcatori | 52’ Soisalo |

| Banja Luka 29 luglio 2021, ore 20:00 CEST ← andata | Borac Banja Luka   | 0 – 0 (tot.: 0-4) referto | Linfield | Stadio municipale di Banja Luka (5 208 spett.)\| Arbitro: \| Zaven Hovhannisyan \| |
| Arbitro:                                           | Zaven Hovhannisyan |                           |          |                                                                                    |

| Arbitro: | Petri Viljanen |

|                                            |           |                   |
| Insall 3’, 57’ Horan 47’ Morris 82’ (rig.) | Marcatori | 29’, 36’ Krasniqi |

###### Piazzate
| Arbitro: | Dragomir Draganov |

|                                               |                      |                           |
| Gabışev 11’ Táttibaev 90+1’                   | Marcatori            | 76’ Coman                 |
| Rustemović Bukorac Graf Atanaskoski Táttibaev | Tiri di rigore 5 – 3 | Coman Crețu Moruţan Vučur |

| Arbitro: | Marcel Birsan |

|                           |                      |                                |
| Simić Tkačuk Šabala Keita | Tiri di rigore 1 – 3 | Carey Caicedo Ahmedov Geferson |

| Arbitro: | Vladimir Moskalev |

|                                               |           |              |
| Jovančić 56’ Sergeev 61’, 67’ Tağıbergen 118’ | Marcatori | 90+4’ Sahiti |

| Arbitro: | Pavel Orel |

|                         |           |                                      |
| O. Thill 48’ Skliar 55’ | Marcatori | 49’ Sebban 90+3’ Nissilä 111’ Rangel |

| Arbitro: | Christian-Petru Ciochirca |

|           |           |                                        |
| Dobras 7’ | Marcatori | 28’ (rig.) Tallo 47’ Beridze 85’ Onovo |

| Arbitro: | Bram Van Driessche |

|                                     |                      |                                  |
| Venancio 27’                        | Marcatori            |                                  |
| Pepe Venancio Bezzina Aguirre Mbong | Tiri di rigore 4 – 5 | Elšnik Špehar Tomić Ostrc Aldair |

| Arbitro: | Peter Kralović |

|  |           |               |
|  | Marcatori | 22’ Jakupovic |

| Arbitro: | Viktor Shimusik |

|                        |           |                                               |
| Santos 35’ Hacıyev 52’ | Marcatori | 21’, 82’ Dugandžić 38’ Burmistrov 70’ Prochin |

| Arbitro: | Jørgen Burchardt |

|  |           |                             |
|  | Marcatori | 10’ Ndiaye 16’ (rig.) Docić |

| Arbitro: | Mohammed Al-Hakim |

|                 |           |                       |
| Bilen'kyj 90+1’ | Marcatori | 12’ Kayamba 71’ Falta |

| Arbitro: | Thorvaldur Árnason |

|            |           |                             |
| Agyiri 17’ | Marcatori | 44’ McMillan 90+2’ Patching |

| Arbitro: | Alex Troleis |

|           |           |                       |
| Lopez 70’ | Marcatori | 73’ Murphy 76’ Mackay |

| Arbitro: | Besfort Kasumi |

|                                     |                      |                                   |
| Fofana 29’                          | Marcatori            | 57’ Boateng                       |
| Bojić Achahbar Ștefănescu Tincu Rep | Tiri di rigore 3 – 4 | Procházka Savvidīs Iván Ristovski |

| Arbitro: | Ádám Farkas |

|                                    |           |  |
| M. Olsson 51’ Bengtsson 68’ (rig.) | Marcatori |  |

| Arbitro: | Alexandre Boucaut |

|                       |           |                    |
| Bernát 27’ Jibril 79’ | Marcatori | 13’ Coll 51’ Jradi |

| Arbitro: | Trustin Farrugia Cann |

|                              |                      |                                                 |
| López Arak Tudor Poletanović | Tiri di rigore 4 – 3 | Gorobsov Makas Auzmendi Taravel Gkargkalatzidis |

| Arbitro: | David Coote |

|  |           |                                              |
|  | Marcatori | 5’, 25’, 64’ Ndione 8’ Frick 56’ Cooper Love |

| Arbitro: | Andrew Madley |

|                                     |                      |                                      |
| Daníček 26’                         | Marcatori            |                                      |
| Daníček Holzer Kohút Jurečka Kadlec | Tiri di rigore 2 – 3 | Iliev Salinas Ruane Jančev Karagaren |

| Arbitro: | Daniele Doveri |

|                                                     |           |  |
| Acolatse 5’ Safouri 31’ (rig.) Ansah 71’ Hautel 84’ | Marcatori |  |

| Arbitro: | Volen Chinkov |

|                  |           |          |
| Olsen 73’ (rig.) | Marcatori | 45’ Hale |

| Arbitro: | Kirill Levnikov |

|                              |           |  |
| Okumu 11’ (aut.) Näsberg 81’ | Marcatori |  |

| Arbitro: | Ferenc Karakó |

|                                                 |           |              |
| Islamović 49’ (rig.) Vecchia 54’ Ceide 76’, 87’ | Marcatori | 74’ Þórisson |

| Arbitro: | Aleksandrs Anufrijevs |

|  |           |                                             |
|  | Marcatori | 27’ Diks 66’, 75’ Bøving 68’, 90+4’ Højlund |

| Arbitro: | Donald Robertson |

|            |           |  |
| Kayode 65’ | Marcatori |  |

| Arbitro: | Novak Simović |

|  |           |           |
|  | Marcatori | 6’ Ozobić |

| Arbitro: | Urs Schnyder |

|                 |           |                                                                     |
| Jablonski 45+3’ | Marcatori | 48’ (rig.) Mamuchashvili 59’ Flamarion 74’ Azarovi 90+5’ Pantsulaia |

| Arbitro: | Emmanouil Skoulas |

|                                                         |           |             |
| Redmond 13’ Robles 20’ McManus 25’ Smith 69’ Davies 74’ | Marcatori | 84’ Thuique |

| Arbitro: | Peter Kjaesgaard |

|                               |           |             |
| Khalaila 25’, 34’ Almog 90+2’ | Marcatori | 51’ Bubanja |

| Arbitro: | Paul Mclaughlin |

|                                  |           |          |
| Steindórsson 6’ Vilhjálmsson 24’ | Marcatori | 68’ Fitz |

| Arbitro: | Kevin Clancy |

|                                          |                      |                                                  |
| Mantalos 90+8’                           | Marcatori            |                                                  |
| Ansarifard Tzavellas Šachov Lopes Araujo | Tiri di rigore 2 – 3 | Georgijevič De Souza Vehabović Cvijanović Zvonić |

| Arbitro: | Aristotelis Diamantopoulos |

|  |           |                        |
|  | Marcatori | 37’ Stocker 50’ Cabral |

| Arbitro: | Juri Frischer |

|             |           |  |
| Kabić 90+6’ | Marcatori |  |

| Arbitro: | Espen Eskås |

|                  |           |                           |
| Til 7’, 67’, 90’ | Marcatori | 12’ Simonovski 16’ Fazliu |

| Arbitro: | Veaceslav Banari |

|           |           |  |
| Drmić 27’ | Marcatori |  |

| Arbitro: | Walter Altmann |

|  |           |                             |
|  | Marcatori | 52’ Lemajič 69’ Deocleciano |

| Arbitro: | Iwan Arwel Griffith |

|                         |           |                         |
| Pich 2’, 65’ Lewkot 58’ | Marcatori | 40’, 42’ Kone 89’ Silue |

| Arbitro: | Michael Fabbri |

|                           |           |              |
| Manos 36’ Lucas Sasha 78’ | Marcatori | 120+1’ Bitri |

| Arbitro: | Jochem Kamphuis |

|                     |           |  |
| Diallo 18’ Kyei 59’ | Marcatori |  |

| Craiova 29 luglio 2021, ore 20:30 CEST ← andata | U Craiova          | 0 – 0 (tot.: 0-1) referto | Laçi | Stadio Ion Oblemenco (31 spett.)\| Arbitro: \| Mattias Gestranius \| |
| Arbitro:                                        | Mattias Gestranius |                           |      |                                                                      |

| Arbitro: | Gergo Bogár |

|                                |           |  |
| Cornwall 35’ G. Kelly 69’, 73’ | Marcatori |  |

| Arbitro: | Alain Bieri |

|  |           |                              |
|  | Marcatori | 20’ Pantić 80’ Ricardo Gomes |

| Arbitro: | Juan Martínez Munuera |

|  |           |          |
|  | Marcatori | 5’ Accam |

| Arbitro: | Rob Harvey |

|  |           |              |
|  | Marcatori | 20’ Šćepović |

| Arbitro: | Luis Godinho |

|                  |           |  |
| Kleinheisler 44’ | Marcatori |  |

| Arbitro: | Rob Hennessy |

|                           |           |  |
| Carlos 13’ Villanueva 39’ | Marcatori |  |

### Terzo turno

#### Sorteggio
Il sorteggio per il terzo turno di qualificazione si terrà il 19 luglio 2021, 14:00 CEST.
Al terzo turno di qualificazione giocheranno un totale di 64 squadre. Saranno divisi in due percorsi:
- Campioni (10 squadre): 9 vincitori del secondo turno di qualificazione (Percorso campioni), la cui identità non sarà nota al momento del sorteggio, e 1 perdente del primo turno di qualificazione della Champions League che ha ricevuto il bye a questo turno.
- Piazzate (54 squadre): 9 squadre che entrano in questo turno e 45 vincitrici del secondo turno di qualificazione (Percorso piazzate).

Per le vincitrici del secondo turno di qualificazione, la cui identità non sarà nota al momento del sorteggio, verrà utilizzato il coefficiente di club della squadra con il punteggio più alto in ogni accoppiamento. Le squadre della stessa federazione non possono essere sorteggiate l'una contro l'altra.
La prima squadra estratta è la squadra che giocherà in casa la gara di andata.
| Shamrock Rovers Teuta Riga FC Maccabi Haifa HB Tórshavn Linfield Fola Esch Hibernians Prishtina Bodø/Glimt |

| Gruppo 1                                         | Gruppo 1                                | Gruppo 2                                           | Gruppo 2                                        | Gruppo 3                             | Gruppo 3                         | Gruppo 4                             | Gruppo 4                                      |
| Teste di serie                                   | Non teste di serie                      | Teste di serie                                     | Non teste di serie                              | Teste di serie                       | Non teste di serie               | Teste di serie                       | Non teste di serie                            |
| ------------------------------------------------ | --------------------------------------- | -------------------------------------------------- | ----------------------------------------------- | ------------------------------------ | -------------------------------- | ------------------------------------ | --------------------------------------------- |
| Hapoel Be'er Sheva Dinamo Batumi Partizan Astana | Soči KuPS Sivasspor Śląsk Breslavia     | Shahter Qaraǵandy Santa Clara Velež Mostar Basilea | Elfsborg Újpest Olimpia Lubiana Kolos Kovalivka | Rijeka Paços Ferreira Gent Feyenoord | RFS Riga Lucerna Larne Hibernian | Viktoria Plzeň Breiðablik PAOK Molde | Bohemians Trabzonspor Aberdeen The New Saints |
| Gruppo 5                                         | Gruppo 5                                | Gruppo 6                                           | Gruppo 6                                        | Gruppo 7                             | Gruppo 7                         |                                      |                                               |
| Teste di serie                                   | Non teste di serie                      | Teste di serie                                     | Non teste di serie                              | Teste di serie                       | Non teste di serie               |                                      |                                               |
| Žilina Raków Częstochowa Hammarby Copenaghen     | Čukarički Lokomotiv Plovdiv Rubin Tobyl | Maccabi Tel Aviv CSKA Sofia Qarabağ LASK           | AEL Limassol Osijek Vojvodina Spartak Trnava    | Dundalk Rosenborg Anderlecht         | Vitesse Domžale Laçi             |                                      |                                               |

#### Risultati
| Squadra 1         | Totale          | Squadra 2          | Andata   | Ritorno     |
| Campioni          | Campioni        | Campioni           | Campioni | Campioni    |
| ----------------- | --------------- | ------------------ | -------- | ----------- |
| Maccabi Haifa     | 7 - 3           | HB Tórshavn        | 7 - 2    | 0 - 1       |
| Linfield          | 2 - 4           | Fola Esch          | 1 - 2    | 1 - 2       |
| Shamrock Rovers   | 3 - 0           | Teuta              | 1 - 0    | 2 - 0       |
| Riga FC           | 4 - 2           | Hibernians         | 0 - 1    | 4 - 1 (dts) |
| Prishtina         | 2 - 3           | Bodø/Glimt         | 2 - 1    | 0 - 2       |
| Piazzate          |                 |                    |          |             |
| Dinamo Batumi     | 2 - 3           | Sivasspor          | 1 - 2    | 1 - 1 (dts) |
| KuPS              | 5 - 4           | Astana             | 1 - 1    | 4 - 3       |
| Soči              | 3 - 3 (2-4 dtr) | Partizan           | 1 - 1    | 2 - 2 (dts) |
| Śląsk Breslavia   | 2 - 5           | Hapoel Be'er Sheva | 2 - 1    | 0 - 4       |
| Santa Clara       | 3 - 0           | Olimpia Lubiana    | 2 - 0    | 1 - 0       |
| Újpest            | 1 - 6           | Basilea            | 1 - 2    | 0 - 4       |
| Elfsborg          | 5 - 2           | Velež Mostar       | 1 - 1    | 4 - 1       |
| Kolos Kovalivka   | 0 - 0 (1-3 dtr) | Shahter Qaraǵandy  | 0 - 0    | 0 - 0 (dts) |
| Paços Ferreira    | 4 - 1           | Larne              | 4 - 0    | 0 - 1       |
| Lucerna           | 0 - 6           | Feyenoord          | 0 - 3    | 0 - 3       |
| Gent              | 3 - 2           | RFS Riga           | 2 - 2    | 1 - 0       |
| Hibernian         | 2 - 5           | Rijeka             | 1 - 1    | 1 - 4       |
| Breiðablik        | 3 - 5           | Aberdeen           | 2 - 3    | 1 - 2       |
| Trabzonspor       | 4 - 4 (4-3 dtr) | Molde              | 3 - 3    | 1 - 1 (dts) |
| Bohemians         | 2 - 3           | PAOK               | 2 - 1    | 0 - 2       |
| The New Saints    | 5 - 5 (1-4 dtr) | Viktoria Plzeň     | 4 - 2    | 1 - 3 (dts) |
| Raków Częstochowa | 1 - 0           | Rubin              | 0 - 0    | 1 - 0 (dts) |
| Lokomotiv Plovdiv | 3 - 5           | Copenaghen         | 1 - 1    | 2 - 4       |
| Čukarički         | 4 - 6           | Hammarby           | 3 - 1    | 1 - 5       |
| Tobyl             | 0 - 6           | Žilina             | 0 - 1    | 0 - 5       |
| CSKA Sofia        | 5 - 3           | Osijek             | 4 - 2    | 1 - 1       |
| Vojvodina         | 1 - 7           | LASK               | 0 - 1    | 1 - 6       |
| AEL Limassol      | 1 - 2           | Qarabağ            | 1 - 1    | 0 - 1       |
| Spartak Trnava    | 0 - 1           | Maccabi Tel Aviv   | 0 - 0    | 0 - 1       |
| Rosenborg         | 8 - 2           | Domžale            | 6 - 1    | 2 - 1       |
| Laçi              | 1 - 5           | Anderlecht         | 0 - 3    | 1 - 2       |
| Vitesse           | 4 - 3           | Dundalk            | 2 - 2    | 2 - 1       |

##### Andata

###### Campioni
| Arbitro: | Aleksandrs Anufrijevs |

|             |           |                     |
| Chadwick 9’ | Marcatori | 69’ Bensi 89’ Caron |

| Arbitro: | Erik Lambrechts |

|                                                                             |           |                              |
| David 6’, 24’ Haziza 45+5’ Gershon 62’ Sahar 74’ Atzili 82’ Ashkenazi 90+2’ | Marcatori | 29’ Dahl 70’ (rig.) Johansen |

| Arbitro: | Volen Chinkov |

|  |           |           |
|  | Marcatori | 70’ Agius |

| Arbitro: | Timotheos Christofi |

|                          |           |          |
| John 44’ Lode 82’ (aut.) | Marcatori | 11’ Berg |

| Arbitro: | Kai Erik Steen |

|              |           |  |
| Emakhu 90+1’ | Marcatori |  |

###### Piazzate
| Arbitro: | Antti Munukka |

|                |           |                     |
| Coote 23’, 52’ | Marcatori | 78’ Nélson Oliveira |

| Arbitro: | Sergej Ivanov |

|  |           |          |
|  | Marcatori | 27’ Gono |

| Arbitro: | Nicholas Walsh |

|                  |           |              |
| Iliev 60’ (rig.) | Marcatori | 74’ Pep Biel |

| Arbitro: | Dumitri Muntean |

|                  |           |             |
| Noboa 66’ (rig.) | Marcatori | 73’ Ricardo |

| Arbitro: | Adrien Jaccottet |

|          |           |             |
| Udoh 54’ | Marcatori | 90+4’ Bitri |

| Arbitro: | Paweł Gil |

|           |           |             |
| Frick 34’ | Marcatori | 32’ Radović |

| Arbitro: | Anastasios Papapetrou |

|                     |           |                   |
| Bero 20’ Openda 89’ | Marcatori | 65’, 76’ McEleney |

| Arbitro: | José María Sánchez |

|  |           |                                     |
|  | Marcatori | 27’ Delcroix 42’ Hoedt 61’ Refaelov |

| Arbitro: | Serhiy Boiko |

|                                                                      |           |          |
| Andersson 7’ Islamović 23’, 46’ Karič 34’ (aut.) Reitan 40’ Holm 86’ | Marcatori | 44’ Alić |

| Arbitro: | Glenn Nyberg |

|                     |           |              |
| Šćepović 69’ (rig.) | Marcatori | 90+3’ Zoubir |

| Arbitro: | Michael Fabbri |

|  |           |             |
|  | Marcatori | 70’ Michorl |

| Arbitro: | Donatas Rumšas |

|                                             |           |                                    |
| Mazikou 30’ Carey 39’ Caicedo 42’ Jomov 74’ | Marcatori | 41’ (aut.) Mattheij 90+3’ Topčagić |

| Arbitro: | Irfan Peljto |

|                   |           |                        |
| Mamuchashvili 54’ | Marcatori | 75’ James 90+5’ Kayode |

| Arbitro: | Harm Osmers |

|                                         |           |                                  |
| Nwakaeme 15’ Vitor Hugo 58’ Djaniny 74’ | Marcatori | 31’, 64’ Brynhildsen 85’ Hussain |

| Arbitro: | Matej Jug |

|                                                              |           |  |
| Denílson Pereira Júnior 44’, 70’ Eustaquio 73’ Zé Uilton 90’ | Marcatori |  |

| Kovalivka 5 agosto 2021, ore 20:00 CEST ritorno → | Kolos Kovalivka  | 0 – 0 referto | Shahter Qaraǵandy | Stadio Kolos (3 298 spett.)\| Arbitro: \| Peter Kjaesgaard \| |
| Arbitro:                                          | Peter Kjaesgaard |               |                   |                                                               |

| Arbitro: | Pavel Orel |

|                                 |           |               |
| Expósito 28’ Pich 45+17’ (rig.) | Marcatori | 45+5’ Bareiro |

| Trnava 5 agosto 2021, ore 20:15 CEST ritorno → | Spartak Trnava  | 0 – 0 referto | Maccabi Tel Aviv | Stadio Anton Malatinský (700 spett.)\| Arbitro: \| Kirill Levnikov \| |
| Arbitro:                                       | Kirill Levnikov |               |                  |                                                                       |

| Arbitro: | Mohammed Al-Hakim |

|                            |           |                          |
| Oladoye 52’ Tissoudali 77’ | Marcatori | 11’ Lemajić 28’ Šimkovič |

| Arbitro: | Alejandro Hernández |

|  |           |                            |
|  | Marcatori | 9’, 39’ Til 84’ Sinisterra |

| Arbitro: | Juri Frischer |

|                                                |           |                            |
| Hudson 19’ Mcmanus 30’ (rig.), 54’ (rig.), 76’ | Marcatori | 89’ Beauguel 90+5’ Ba Loua |

| Arbitro: | Juan Martínez Munuera |

|           |           |           |
| Boyle 67’ | Marcatori | 61’ Ampem |

| Arbitro: | Yevhenii Aranovskiy |

|                              |           |               |
| Jovanović 22’ Docić 40’, 53’ | Marcatori | 25’ Ludwigson |

| Bielsko-Biała 5 agosto 2021, ore 21:00 CEST ritorno → | Raków Częstochowa | 0 – 0 referto | Rubin | Stadio municipale (4 811 spett.)\| Arbitro: \| João Pinheiro \| |
| Arbitro:                                              | João Pinheiro     |               |       |                                                                 |

| Arbitro: | Ivan Bebek |

|                                        |           |                              |
| Eyjólfsson 16’ Vilhjálmsson 43’ (rig.) | Marcatori | 3’, 49’ Ramirez 11’ Ferguson |

| Arbitro: | Jérôme Brisard |

|             |           |                      |
| Croizet 40’ | Marcatori | 55’ Cabral 74’ Males |

| Arbitro: | Harald Lechner |

|                         |           |  |
| Carlos 14’ Mansur 45+2’ | Marcatori |  |

##### Ritorno

###### Campioni
| Arbitro: | Kári Á Høvdanum |

|                  |           |  |
| Botheim 18’, 78’ | Marcatori |  |

| Arbitro: | Aliyar Aghayev |

|                                                  |           |                  |
| Correia Mendes 69’ Rodrigo Parreira 90+3’ (rig.) | Marcatori | 90’ Roscoe-Byrne |

| Arbitro: | Petri Viljanen |

|  |           |                  |
|  | Marcatori | 20’, 62’ Gaffney |

| Arbitro: | Rob Hennessy |

|                |           |                                              |
| Degabriele 60’ | Marcatori | 49’ Léo 90+6’ Paurević 105+3’, 115’ Muritala |

| Arbitro: | Horatiu Fesnic |

|                |           |  |
| Przybylski 20’ | Marcatori |  |

###### Piazzate
| Arbitro: | Halis Özkahya |

|                         |                      |                                    |
| Rustemović Bukorac Graf | Tiri di rigore 3 – 1 | Nurijev Čornomorec' Čurko Paŭlavec |

| Arbitro: | Fabio Maresca |

|              |           |                      |
| Podlogar 34’ | Marcatori | 48’ Holm 86’ Vecchia |

| Arbitro: | Nikola Dabanović |

|                                 |           |                                    |
| Barseġyan 4’, 58’ Aýımbetov 41’ | Marcatori | 53’, 61’, 74’ Rangel 77’ Ikaunieks |

| Arbitro: | Kristo Tohver |

|          |           |  |
| Kady 87’ | Marcatori |  |

| Arbitro: | Tamás Bognár |

|  |           |                 |
|  | Marcatori | 111’ Gutkovskis |

| Arbitro: | Fábio Veríssimo |

|                                         |                      |                                           |
| Sigurðarson 90+7’                       | Marcatori            | 57’ Edgar Ié                              |
| Andersen Grødem Sigurðarson Fofana Risa | Tiri di rigore 3 – 4 | Bakasetas Peres Özdemir Edgar Ié Trondsen |

| Arbitro: | John Beaton |

|                                                         |           |  |
| Ďuriš 14’ Rusnák 41’ Bičaxčyan 64’, 90+1’ Slebodník 81’ | Marcatori |  |

| Arbitro: | Dennis Higler |

|                                                      |           |             |
| Jeahze 12’ Selmani 26’, 72’ Paulsen 44’ Swedberg 67’ | Marcatori | 64’ N'Diaye |

| Arbitro: | Sascha Stegemann |

|                                    |                      |                        |
| Bucha 56’ Chorý 85’ Beauguel 90+1’ | Marcatori            | 4’ Louis Robles        |
| Beauguel Bucha Chorý Káčer         | Tiri di rigore 4 – 1 | Marriott Smith Redmond |

| Arbitro: | Julian Weinberger |

|                        |           |  |
| Schwab 4’ Biseswar 28’ | Marcatori |  |

| Arbitro: | Rade Obrenovič |

|  |           |           |
|  | Marcatori | 73’ Okumu |

| Arbitro: | Ruddy Buquet |

|                                     |           |  |
| Ansah 2’, 54’ Safouri 7’ Shviro 82’ | Marcatori |  |

| Arbitro: | Trustin Farrugia Cann |

|           |           |  |
| Yeini 13’ | Marcatori |  |

| Arbitro: | Yigal Frid |

|                                                 |           |  |
| Males 22’ Stocker 45+2’ Cabral 71’ Petretta 90’ | Marcatori |  |

| Arbitro: | Stuart Attwell |

|                           |           |             |
| Amuzu 32’ Verschaeren 71’ | Marcatori | 84’ Lushkja |

| Arbitro: | Duje Strukan |

|                                   |           |                       |
| Diks 11’, 20’ Biel 40’ Daramy 48’ | Marcatori | 30’ Iliev 86’ Salinas |

| Arbitro: | Marco Guida |

|                                    |           |  |
| Jahanbakhsh 9’, 34’ Sinisterra 48’ | Marcatori |  |

| Arbitro: | Filip Glova |

|                 |           |                               |
| Georgijevič 81’ | Marcatori | 3’, 52’ Frick 16’, 48’ Okkels |

| Arbitro: | Ali Palabıyık |

|  |           |               |
|  | Marcatori | 73’ Rui Costa |

| Arbitro: | Ricardo de Burgos |

|            |           |                |
| Félix 109’ | Marcatori | 78’ Pantsulaia |

| Arbitro: | Donatas Rumšas |

|                                                      |           |              |
| Pavičić 36’ Issah 68’ McGinn 73’ (aut.) Bušnja 90+3’ | Marcatori | 56’ Magennis |

| Arbitro: | Fran Jović |

|             |           |  |
| Randall 83’ | Marcatori |  |

| Arbitro: | Marco Di Bello |

|                 |           |                |
| Hedges 47’, 71’ | Marcatori | 59’ Eyjólfsson |

| Arbitro: | Alain Durieux |

|                  |           |                    |
| Hoban 71’ (rig.) | Marcatori | 28’ Bero 38’ Gboho |

| Arbitro: | Benoît Millot |

|                                                                           |           |           |
| Karamoko 34’ (rig.), 53’ Goiginger 56’ Potzmann 67’ Balić 80’ Schmidt 87’ | Marcatori | 13’ Kabić |

| Arbitro: | Jakob Kehlet |

|                                 |                      |                                       |
| Jojić 55’ Šćekić 90’            | Marcatori            | 33’, 76’ Terechov                     |
| Živković Ricardo Soumah Vujačić | Tiri di rigore 4 – 2 | Tsallagov Vorobyev Joãozinho Rodrigão |

| Arbitro: | Donald Robertson |

|            |           |           |
| Škorić 45’ | Marcatori | 33’ Carey |